# アウター・ザ・ワールド
アウター・ザ・ワールド（OUTER-THE-WORLD）は、2014年9月1日から10月6日の間、エフエムさがみのレギュラー番組『テイクハートタイム』内で放送されていた、ラジオドラマである。

## 概要
エフエムさがみで1998年から放送されているラジオ番組『テイクハートタイム』（毎週月曜21:00～22:59放送）内の22:00から始まるコーナーである「テイクハートシアター」にて、1話完結で約20分間放送されていたサイコホラー的なラジオドラマである。
物語にはストーリー・テラーが登場し、「誰かが来たようです、アウター・ザ・ワールドへようこそ」という台詞で物語の本編が始まる。
普通の生活をしていた登場人物がある時、別の世界に迷い込んでしまい、結末はどうなるのかという所で最後にストーリーテラーが「次はあなたの番かも」と言ってドラマが終わる。

## あらすじ
- たましいの鏡 - ある大学の旅行サークルメンバーが山奥の温泉村にやって来る。　メンバーはそこで古い校舎を見つけるが、村人の注意を聞かずに入り込んでしまう。
- 迷宮電車 - とある会社員が出勤時に電車の中で聞いた「赤レンガのトンネルの噂話」、そして残業が終わり最終電車で帰宅中に気付くと電車は赤レンガのトンネルの中を走行していた。
- 宿り木 - 大学を出て社会人になった女性が数年振りに実家に帰省すると幼馴染が1年前に行方不明になっていた。
- 渡り宿 - とある若いカップルが山登りに行った時に突然の雷雨に見舞われて遭難してしまい、山の中で60円で泊まれる旅館を見つける。
- となりの私 - 元アイドルが数人の関係者から自分が行ってない場所に「そこにいた」と言われる。何が何だか解らない本人の前に自分に似た女性の姿が。

## 放送サブタイトル
- たましいの鏡 - 9月1日放送
- 迷宮電車 - 9月8日放送
- 宿り木 - 9月15日放送
- 渡り宿 - 9月22日放送
- となりの私 - 10月6日放送

（9月29日は特別番組の為、休止）

## 主な出演者
- 萩原優羽子
- 蒼木栄一
- 三好香奈
- RUI
- 村田かずみ
- 谷ちえ子

など

## スタッフ
- 脚本・演出：竹宮浩史
- 録音：大西達之介
- 編集：不二野坐
- サポート：山城秀之
- テーマ音楽：KOU

## 放送されていた局
毎週月曜日のラジオ番組内で放送。
- エフエムさがみ - 21:00-22:59